# Champrepus
Champrepus és un municipi francès situat al departament de la Manche i a la regió de Normandia. L'any 2007 tenia 282 habitants.

## Demografia

### Població
El 2007 la població de fet de Champrepus era de 282 persones. Hi havia 118 famílies de les quals 36 eren unipersonals (8 homes vivint sols i 28 dones vivint soles), 41 parelles sense fills, 33 parelles amb fills i 8 famílies monoparentals amb fills.
La població ha evolucionat segons el següent gràfic:
Habitants censats

### Habitatges
El 2007 hi havia 166 habitatges, 124 eren l'habitatge principal de la família, 34 eren segones residències i 8 estaven desocupats. 163 eren cases i 3 eren apartaments. Dels 124 habitatges principals, 96 estaven ocupats pels seus propietaris i 28 estaven llogats i ocupats pels llogaters; 4 tenien dues cambres, 21 en tenien tres, 40 en tenien quatre i 59 en tenien cinc o més. 93 habitatges disposaven pel capbaix d'una plaça de pàrquing. A 68 habitatges hi havia un automòbil i a 46 n'hi havia dos o més.

### Piràmide de població
La piràmide de població per edats i sexe el 2009 era:
| Homes | Edats   | Dones |
| ----- | ------- | ----- |
| 0     | 95 o +  | 0     |
| 0     | 90 a 94 | 0     |
| 0     | 85 a 89 | 0     |
| 12    | 80 a 84 | 4     |
| 4     | 75 a 79 | 4     |
| 12    | 70 a 74 | 24    |
| 20    | 65 a 69 | 4     |
| 12    | 60 a 64 | 8     |
| 4     | 55 a 59 | 12    |
| 0     | 50 a 54 | 8     |
| 0     | 45 a 49 | 4     |
| 20    | 40 a 44 | 4     |
| 12    | 35 a 39 | 8     |
| 0     | 30 a 34 | 4     |
| 4     | 25 a 29 | 8     |
| 0     | 20 a 24 | 0     |
| 8     | 15 a 19 | 16    |
| 12    | 10 a 14 | 4     |
| 12    | 5 a 9   | 12    |
| 0     | 0 a 4   | 0     |

## Economia
El 2007 la població en edat de treballar era de 147 persones, 115 eren actives i 32 eren inactives. De les 115 persones actives 110 estaven ocupades (68 homes i 42 dones) i 5 estaven aturades (1 home i 4 dones). De les 32 persones inactives 12 estaven jubilades, 5 estaven estudiant i 15 estaven classificades com a «altres inactius».

### Ingressos
El 2009 a Champrepus hi havia 120 unitats fiscals que integraven 282 persones, la mediana anual d'ingressos fiscals per persona era de 15.690,5 €.

### Activitats econòmiques
Dels 13 establiments que hi havia el 2007, 1 era d'una empresa alimentària, 1 d'una empresa de fabricació d'altres productes industrials, 4 d'empreses de construcció, 1 d'una empresa de comerç i reparació d'automòbils, 3 d'empreses d'hostatgeria i restauració, 1 d'una empresa d'informació i comunicació i 2 d'empreses classificades com a «altres activitats de serveis».
Dels 8 establiments de servei als particulars que hi havia el 2009, 1 era un paleta, 2 fusteries, 1 lampisteria, 1 perruqueria i 3 restaurants.
L'únic establiment comercial que hi havia el 2009 era una fleca.
L'any 2000 a Champrepus hi havia 47 explotacions agrícoles que ocupaven un total de 592 hectàrees.

## Poblacions més properes
El següent diagrama mostra les poblacions més properes.